# Rue des Reculettes
La rue des Reculettes est une voie située dans le quartier Croulebarbe du 13e arrondissement de Paris.

## Situation et accès
La rue des Reculettes est une voie publique située dans le 13e arrondissement de Paris. Elle débute au 34, rue Abel-Hovelacque et se termine au 47-51, rue Croulebarbe.
Elle est desservie par les lignes 5, 6 et 7 à la station Place d'Italie et 6 à la station Corvisart.

## Origine du nom
Cette rue doit son nom à un lieu-dit.

## Toponymie
Ce toponyme, avec ses variantes, est fréquent :
- Reculans (Haute-Loire)
- Recular (Gard)
- Reculas (Hautes-Alpes, Isère)
- Reculat (Haute-Vienne)
- Reculay (Drôme, Eure-et-Loir)
- Reculaz (Savoie)
- Reculé (Haute-Marne)
- (la) Reculée (Cher, Gironde, Ille-et-Vilaine)
- Recules (Calvados)
- Reculet (Yvelines)
- Reculette (Eure)
- (le) Reculette (Jura)
- Reculey (Calvados)
- Reculles (Haute-Loire)
- Reculot (Doubs)

Tous ces toponymes font référence à un lieu isolé

## Historique

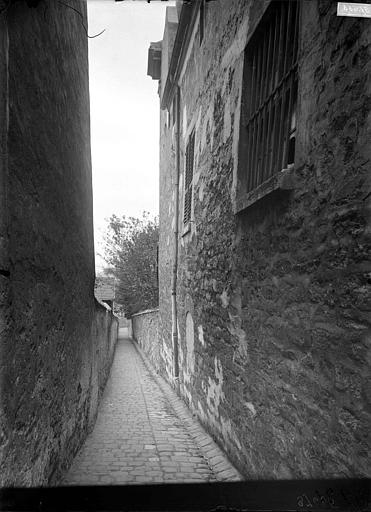
Photo de l'ancienne ruelle (1900).

Le nom, comme ruelle, apparaît dans un bail de l’église Saint-Hippolyte du 10 mai 1378.
Cet endroit était constitué d’une falaise abrupte qui dominait les marécages de la Bièvre. Il était appelé de 1372 à 1571  Le Ré, c’est-à-dire le rez, l’effleurement, le bord.
La rue est ouverte en 1926 à l'emplacement de l'ancienne « ruelle des Reculettes ». Elle doit son nom à un fief relevant du prieuré Saint-Martin-des-Champs au XIVe siècle.
Une photographie de la ruelle prise en 1925 figure dans le Dictionnaire historique des rues de Paris de Jacques Hillairet.
Cette rue, en forme de « S », est particulièrement pentue puisque la différence entre le haut et le bas de la rue est de l'ordre d'une quinzaine de mètres, soit une pente d'une moyenne de 6 %.

## Bâtiments remarquables et lieux de mémoire
- No 17 : arrière de l'école Estienne avec des bas-reliefs de Pierre Traverse (1892-1979) datant de 1941 et représentant les arts du livre et des scènes mythologiques[5]. Le passage résulte du projet, non abouti, d’une voie qui aurait reliée la rue des Reculettes à la rue Abel-Hovelacque[6].
- L'accès sud du square René-Le Gall.
- No 29 : ensemble HBM réalisé par l'architecte Alexandre Maistrasse.

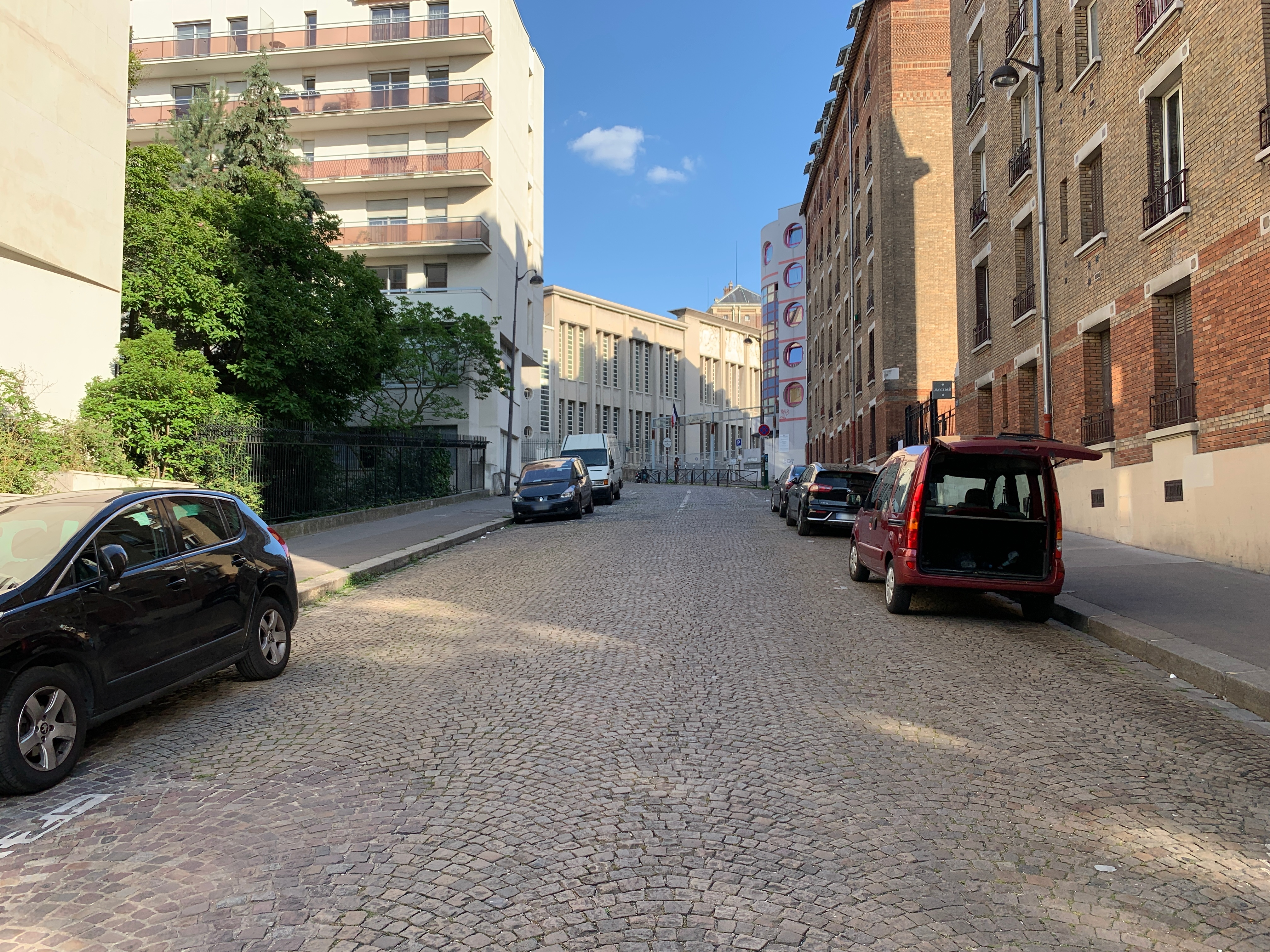
La rue depuis la rue Croulebarbe.
Arrière de l'école Estienne avec des bas-reliefs de Pierre Traverse.
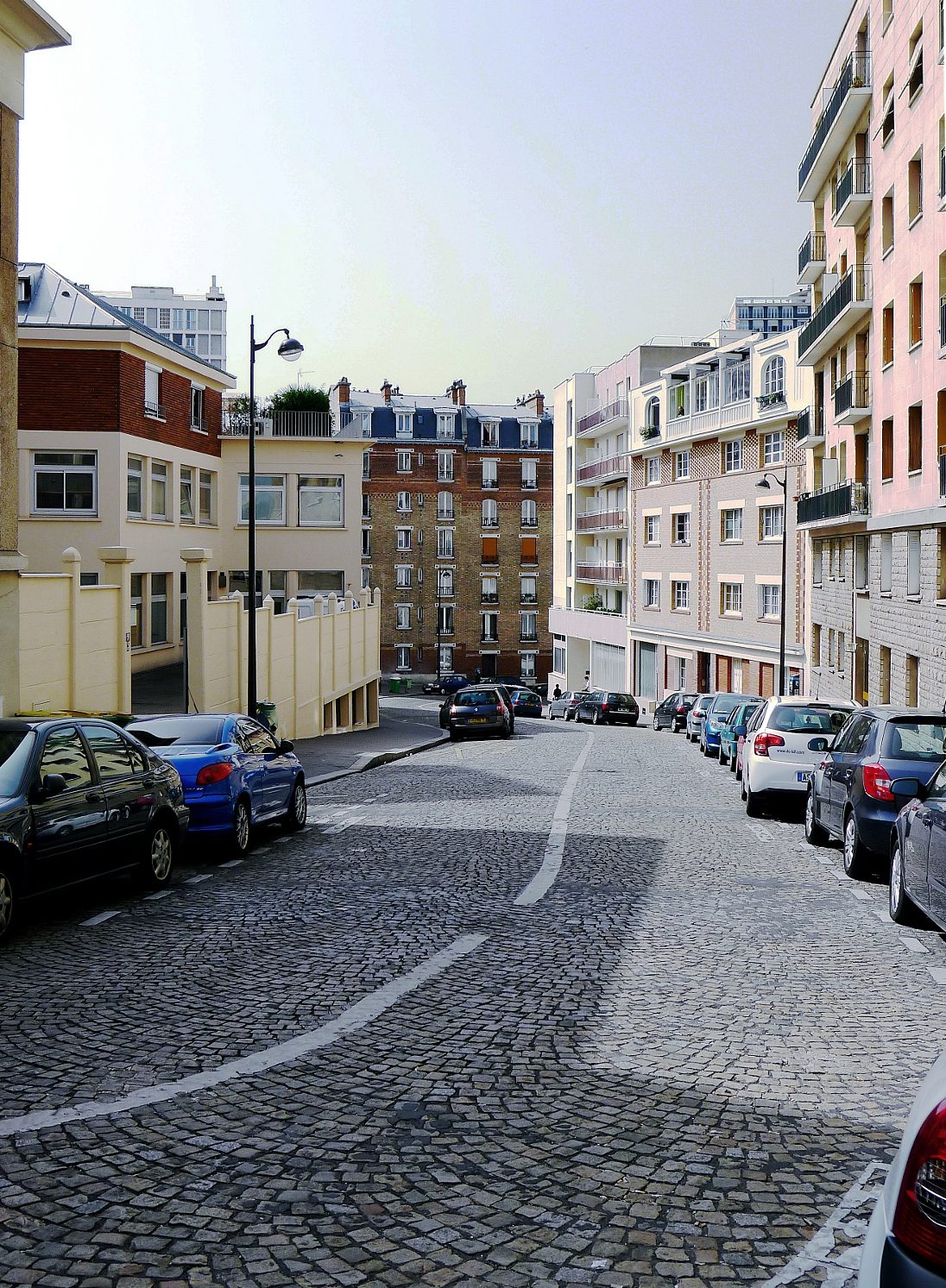
Rue vue du No 9 vers la rue Croulebarbe.
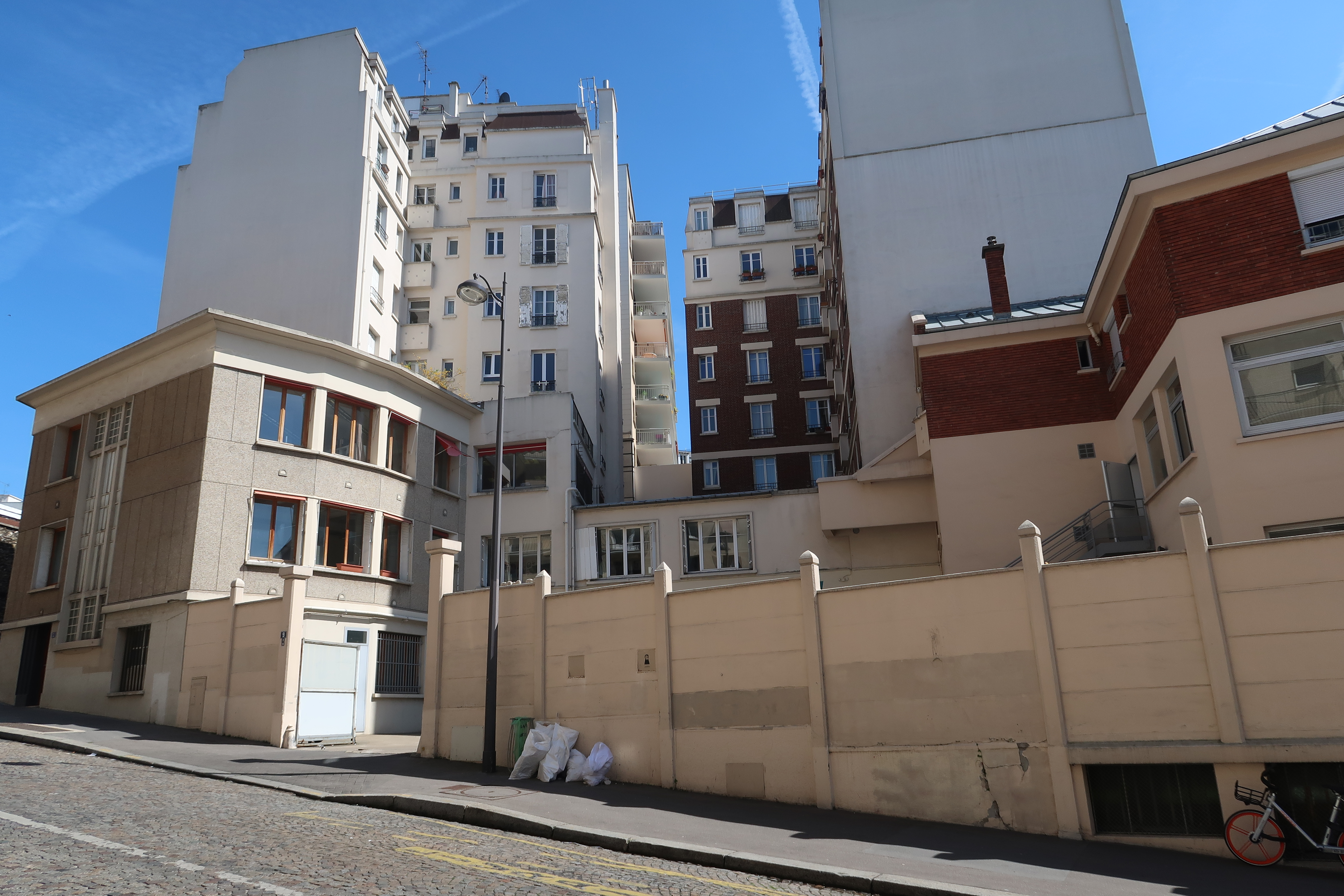
No 9.

## Évocation littéraire
« C’est la ruelle des Reculettes, un vieux passage de l’ancien Paris, un passage habité par les ouvriers des peausseries et des teintures. Aux fenêtres, des femmes dépoitraillées, les cheveux dans les yeux, vous épient et vous braquent ; sur le pas-de-porte à loquet, des vieillards se retournent qui lient des ceps de vigne serpentant le long des bâtisses en pisé dont on voit les poutres.
Cette ruelle se meurt rue Croulebarbe. »

— Joris-Karl Huysmans, La Bièvre et Saint-Séverin